# Іванівка (Братська селищна громада)
Іванівка (колишня назва — Іллічівка) — село в Україні, у Братській селищній громаді Вознесенського району Миколаївської області. Населення становить 520 осіб.

## Географія
У селі бере початок Балка Капуцита.

## Населення
Згідно з переписом УРСР 1989 року чисельність наявного населення села становила 559 осіб, з яких 272 чоловіки та 287 жінок.
За переписом населення України 2001 року в селі мешкало 515 осіб.

### Мова
Розподіл населення за рідною мовою за даними перепису 2001 року:
| Мова       | Чисельність | Відсоток |
| ---------- | ----------- | -------- |
| російська  | 253         | 48,65%   |
| українська | 252         | 48,46%   |
| румунська  | 10          | 1,92%    |
| вірменська | 4           | 0,77%    |
| болгарська | 1           | 0,20%    |
| Усього     | 520         | 100%     |

## Уродженці
- Савінов Сергій Васильович (1995—2019) — молодший сержант 36-ї окремої бригади морської піхоти ЗС України, посмертно нагороджений орденом «За мужність» ІІІ ступеня.